# Ашикага Јошихиде
Ашикага Јошихиде (1538. или 1540-1568) био је 14. шогун из династије Ашикага (1568) која је крајем периода Сенгоку (1467-1600) изгубила стварну власт у корист локалних великаша (даимјо).

## Биографија
Ашикага Јошихиде био је чукунунук Јошинорија (1394-1441), 6. шогуна Ашикага, и унук Јошитане-а (1466-1523), 10. шогуна Ашикага.
13. шогун из династије Ашикага, Јошитеру, покушао је да вештом дипломатијом, користећи великаше из провинција против оних у престоници, и хушкајући једне против других, поврати власт у Кјоту и околним провинцијама (Кинај), коју су његови преци морали да препусте локалним великашима. Због тих напора је убијен (19. маја 1565) у преврату који су извели локални моћници - клан Мијоши и Матсунага Хисахиде, док је његов млађи брат Јошиаки, који је у то време био монах у Нари, успео да се спасе и затражи помоћ Ода Нобунаге, господара провинције Овари, који је у то време био заузет освајањем провинције Мино (1661-1667). За то време, власт у Кјоту била је у рукама Матсунага Хисахиде-а и тзв. Мијоши тријумвирата, који су чинили Мијоши Нагајуки, Мијоши Масајасу и Иванари Томомичи. Они су за 14. шогуна поставили Јошитеруовог рођака Ашикага Јошихиде-а и наставили да владају у његово име. Овај режим одржао се до лета 1668, када је Ода Нобунага заузео Кјото и довео на власт Ашикага Јошиакија. Јошихиде је умро у изгнанству недуго после тога.